# Ananas lucidus
Ananas lucidus je druh rodu ananasovník (Ananas) čeledi broméliovité (Bromeliaceae). Je to rostlina s přízemní růžicí dlouhých, úzských, vzpřímených, neohebných listů. Listy jsou hladké, na jejich špičce se nachází trn. A. lucidus pochází z tropů Jižní Ameriky a v současnosti se pěstuje pantropicky za účelem zisku vlákna (tzv. curaua, ananasové hedvábí), které se nachází v jeho listech.

## Synonyma
- Ananas erectifolius L. B. Sm.